# Wiphala
La wiphala es un estandarte por su forma cuadrada compuesta por un patrón de cuadros en siete colores. Su uso se asocia principalmente con los pueblos aimara y quechua, aunque también ha sido adoptada por otros pueblos indígenas.
Su origen exacto es motivo de debate. Si bien existen representaciones precolombinas con patrones similares, la Wiphala como bandera moderna se habría consolidado en el siglo XX como símbolo de los movimientos indígenas. 
Actualmente, es reconocida oficialmente en algunos países sudamericanos. En Bolivia, fue declarada como símbolo nacional mediante la Constitución de 2009 y forma parte del protocolo oficial del Estado. En Chile, es símbolo oficial de la comuna de Alto Hospicio desde  2017, y se iza junto a la bandera nacional y comunal. En Perú, desde 2022, está reconocida como símbolo de los pueblos quechuas, aymaras, uros y mestizos en la región de Puno. En Argentina, su uso está permitido en actos oficiales, siempre que se respete la preeminencia de la bandera nacional  y las provinciales, especialmente en provincias como Catamarca, Chaco, Jujuy, Tucumán y la ciudad de Salta.

## Etimología
Es probable que la palabra wiphala provenga de dos palabras en idioma aimara:
- wiphai (/wiphai/), exclamación de triunfo, usada hasta hoy en las fiestas solemnes y en actos ceremoniales;
- lapx-lapx, producido por el efecto del viento, lo que origina la palabra laphaqi (/laphaqi/) que se entiende como el ondear de un objeto flexible por acción del viento.

De ambos surge el término wiphailapx; "el triunfo que ondula al viento". Por razones eufónicas, el vocablo se convirtió en wiphala.

## Otros nombres
La wiphala se denomina de varias otras maneras:
- laphaqay (/lapJakJái/), por los kallawayas en el departamento de La Paz (Bolivia).
- laphala (/lapJála/), en las regiones del departamento de Potosí (Bolivia).
- wiphayla (/uipJáila/), en los valles del departamento de Cochabamba (Bolivia).
- wipala (/uipála/), en algunas regiones de Ecuador.
- wipala (/güipala/),en Argentina
- wifala (/wifala/),en departamento de Arequipa (Perú).

## Historia

### Presuntos orígenes precolombinos

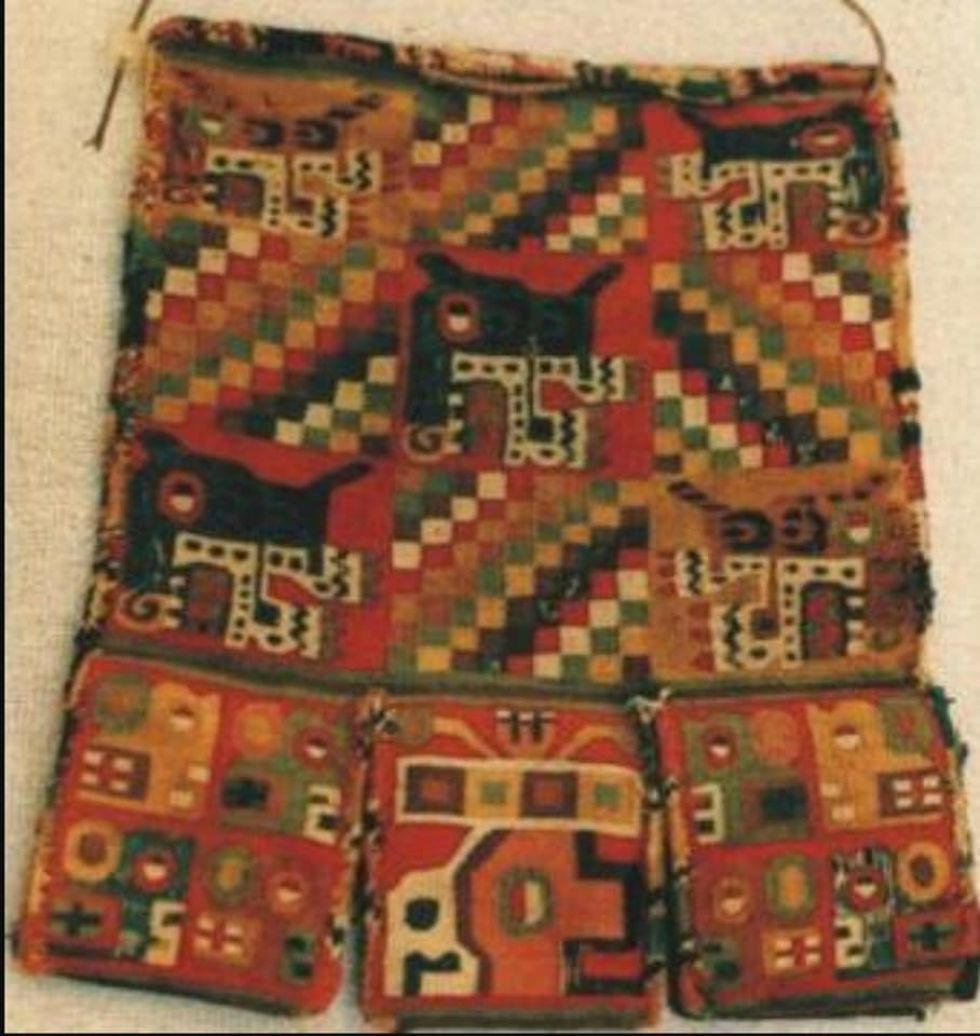
Chuspa tiwanacota.

Los pueblos precolombinos de la cordillera de los Andes contaban con diversos símbolos propios, especialmente los de tradición estatal, como el Imperio incaico. Sin embargo, el formato de un pendón cuadrangular de tela para ondear al viento es una tradición originaria del Viejo Mundo. Por este motivo, los orígenes precolombinos de la wiphala no deben interpretarse como el de una bandera en el sentido moderno, sino como un diseño recurrente en la simbología prehispánica.[cita requerida]
El ejemplar más antiguo aún preservado de un diseño tipo wiphala corresponde a una chuspa o bolsa para la coca correspondiente a la cultura tiahuanaco (1580 a. C.-1187 d. C.).  Su uso del diseño wiphala se encuentra mezclado con varios otros por lo que no es posible establecer su significado o uso dentro de la cosmogonía andina de la época.
El Museo de la Cultura Mundial en Gotemburgo, Suecia, contiene un tejido con un diseño tipo wiphala que data del siglo XI. Se origina en la región de Tiahuanaco, y es parte de una colección basada en la tumba de un curandero kallawaya.
- En el Museo de Tiwanaku (departamento de La Paz) hay dos wiphalas pintadas en un qiru (vaso).
- En la provincia de Quijarro (departamento de Potosí) hay una wiphala junto a tejidos en koroma.
- En un lugar denominado Wantirani, en Qppakati (provincia de Manco Kapac, en el departamento de La Paz), hay una wiphala pintada en una roca.

### Uso durante el periodo colonial
El uso de la wiphala como estandarte parece haberse originado en alguna medida durante el periodo colonial. Existen dos representaciones de ángeles hechas en el estilo de la escuela cuzqueña. La primera es un cuadro del siglo XVIII, titulado Gabriel Dei y localizado en la Iglesia de Calamarca, muestra al ángel Gabriel a modo de arcabucero portando una bandera ajedrezada de forma muy similar a las figuras de los quiru precolombinos; el cuadro es de posible autoría del Maestro de Calamarca. La segunda es un cuadro sin título del siglo XVII o xviii.
Existe también un ejemplo de una bandera cuadriculada en el cuadro de 1716 Entrada del Virrey Arzobispo Morcillo en Potosí, conservado actualmente en Museo de América en Madrid.

### Uso en la República de Bolivia
La descripción más antigua de la wiphala durante el periodo republicano procede del naturalista francés Alcide d'Orbigny quién en 1830 describe la siguiente escena durante las fiestas de San Pedro en La Paz, en un área de mayoría aimara para la época:

Había además como acompañamiento, tres pajes, arreglados con un gran tahalí colgado del cuello y dos portaban estandartes llevando una bandera a cuadros blancos, amarillos, rojos, azules y verdes.

A pesar de las muchas representaciones de la wiphala en el arte andino desde el periodo prehispánico, la primera mención documentada de su uso con nombre propio y carácter explícitamente indigenista proviene de Alberto de Villegas en 1931:

Habría deseado enviarle un Chaski, con este mensaje de Tambo en Tambo, hasta la ciudad. Quisiera coronar de fuego las serranías, en la tibieza de estas noches de diciembre o hacer resonar en la puna áspera el clamor insistente del pututo, para convocarlos a la celebración del próximo inti raymi [fiesta del sol, en el solsticio de invierno] a orillas del Chekheyapu. Proclamado yo, por la fuerza de las circunstancias, gonfalonero del indianismo en La Paz, estoy agitando la wiphala, vieja bandera de los Aymaras, desde el aislamiento ahora roto de mi pukara.

#### Guerra Federal (1898-1899)
Existe documentación de la Guerra Federal donde indica que Pablo Zárate Villca y otros indígenas usaban whipalas, aunque de diversos colores o con menos colores.

[...] la bandera que levanto Pablo Zarate Villca era de 11 por 12 cuadraditos [...]

#### Congreso Indigenista (1945)

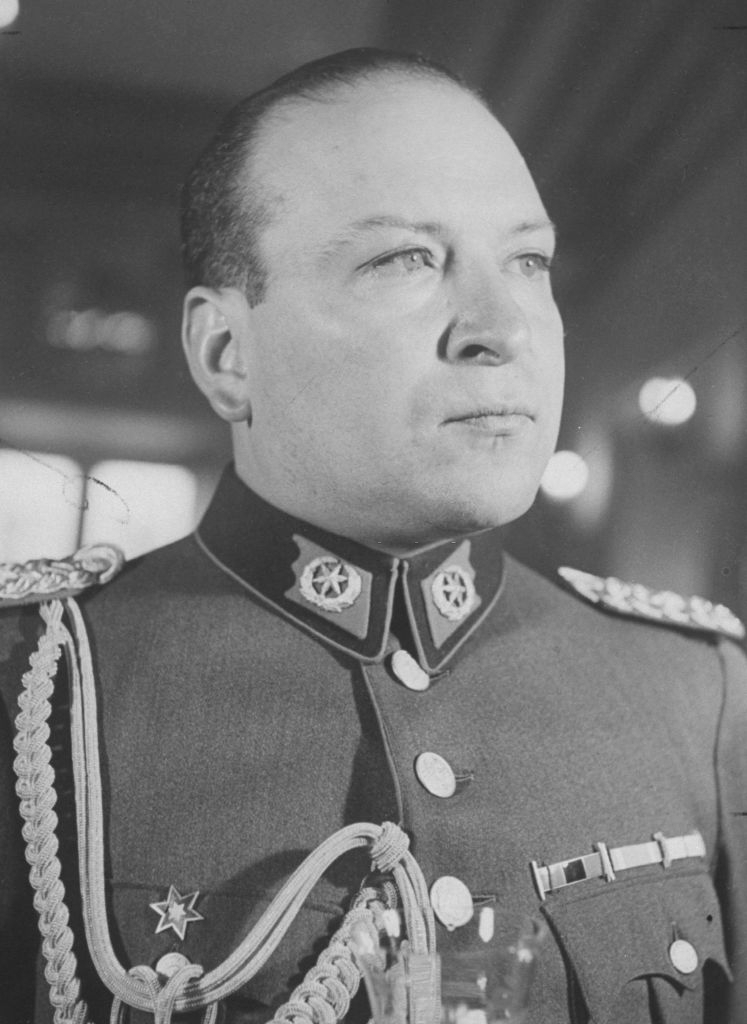
Gualberto Villarroel, presidente de Bolivia, que tenía afinidad por los pueblos indígenas.

El 17 de noviembre de 1944 comenzó la organización del Primer Congreso Indígena Boliviano. Entre quienes lo organizaron se encontraba el tradicionalista y aimarólogo Hugo Lanza Ordóñez. Este hizo notar a la concurrencia que la existencia de la palabra wiphala sugería que desde siempre en la cultura andina debió haber existido algún tipo de bandera, así que decidió hacer uso de una bandera blanca (la única conocida por entonces en los acontecimientos importantes). Otro congresista, Germán Monrroy Block, opinó a favor de usar una bandera más colorida, de acuerdo con la estética aimara.
El imprentero Gastón Velasco recordó que años atrás había diseñado una etiqueta para la marca Champancola, que era una empresa de gaseosas creada a fines de los veinte en La Paz, la primera en su género. Sus dueños eran dos ciudadanos italianos, Salvietti y Bruzzone. Esta fábrica producía un refresco espumante como el champán, sin alcohol, al que dieron el nombre de Champancola (champagne-cola). La botella tenía en el cuello una bolita de vidrio que ―por la fuerza del gas― tapaba el envase en forma hermética. Un empleado de la fábrica ―también italiano, de apellido Sorrentino― vendía las gaseosas por las calles de La Paz en un carrito tirado por un burro. La etiqueta que imprimió el paceño Velasco era un cuadro formado por otros cuadritos menores con los más diversos colores. Sobre la base de ese diseño, los tres compañeros movimientistas crearon la bandera del primer congreso indigenista.
Entre el 10 y el 15 de mayo de 1945 se realizó el congreso en el coliseo deportivo Luna Park de la ciudad de La Paz, que reunió a más de mil delegados de los pueblos originarios provenientes del sector occidental y oriental de Bolivia. El entonces presidente de Bolivia, mayor Gualberto Villarroel, tomó las disposiciones de este congreso y las publicó como decretos.
Se abolió el pongueaje y todo trabajo gratuito (trabajo esclavo). Muchos colonos dejaron de servir a sus explotadores y suspendieron las faenas agrícolas en las haciendas. Muchos indígenas fueron perseguidos y confinados a lugares inhóspitos como Ichilo (en Santa Cruz) y la isla Coatí en el lago Titicaca. Sin embargo la idea de recuperar sus tierras ancestrales, en manos de los explotadores, se generalizó entre los indígenas.

### Diseño contemporáneo (1979)

Whipala contemporánea, diseñada por Germán Choque Condori.

En 1979 el boliviano Germán Choque Condori, también conocido como Inka Waskar Chukiwanka, denominado como el "restaurador de la wiphala" o "redescubridor de la whipala", diseñó la wiphala contemporánea, que consta de 7 colores y 49 cuadrantes, basándose en diseños recurrentes en la simbología andina de cuadrantes o diseños ajedreceandos que se encuentran en tejidos o cerámicas de periodos prehispánicos; los colores adoptados para su wiphala contemporánea está basado en un relato de un cronista llamado Santa Cruz Pachacuti entre 1612 y 1613, que escribió sobre un momento simbólico cuando Manco Cápac salió del Lago Titicaca en el cual se observó el cruce de dos arcoíris, de ahí que relaciona los 7 colores. 

Cuando Manco Kápac salió del lago Titicaca con rumbo al Cuzco vio desde un cerro dos arcoíris, hembra y macho, cuya unión expresaba los 49 cuadraditos coloridos, de esa manera se relaciona el arcoíris con la wiphala.
Germán Choque Condori

Aunque para la percepción de los quechuas (durante el incanato) el arcoíris solo tenía 4 colores, y no 7 colores; la percepción de 7 colores en el arcoíris viene de una teoría de Isaac Newton.
Inicialmente este nuevo diseño solo se la usaba en la Universidad Mayor de San Andrés, por parte del Movimiento Universitario Julián Apaza (MUJA) que encabezó Raymundo Tambo. MUJA, como frente indígena, siempre reivindicó la wiphala dentro la universidad, posteriormente este diseño se empezó a popularizar entre los movimientos indígenas bolivianos y de otras partes de Sudamérica.

Choque también diseñó cuatro variantes para representar a los cuatro suyos del Tawantinsuyo. 

Wiphala del Antisuyo
Wiphala del Contisuyo
Wiphala del Chinchasuyo
Wiphala del Collasuyo

## Uso en Bolivia
En Bolivia, la wiphala es reconocida como emblema nacional desde el 7 de febrero de 2009, en la Constitución Política del Estado de 2009, y regulada su uso, colores y proporciones por el D.S. N.º 241, 5 de agosto de 2009. Esta debe ser izada al lado izquierdo de la Bandera Tricolor.

### Reconocimiento como símbolo nacional de Bolivia (2009)

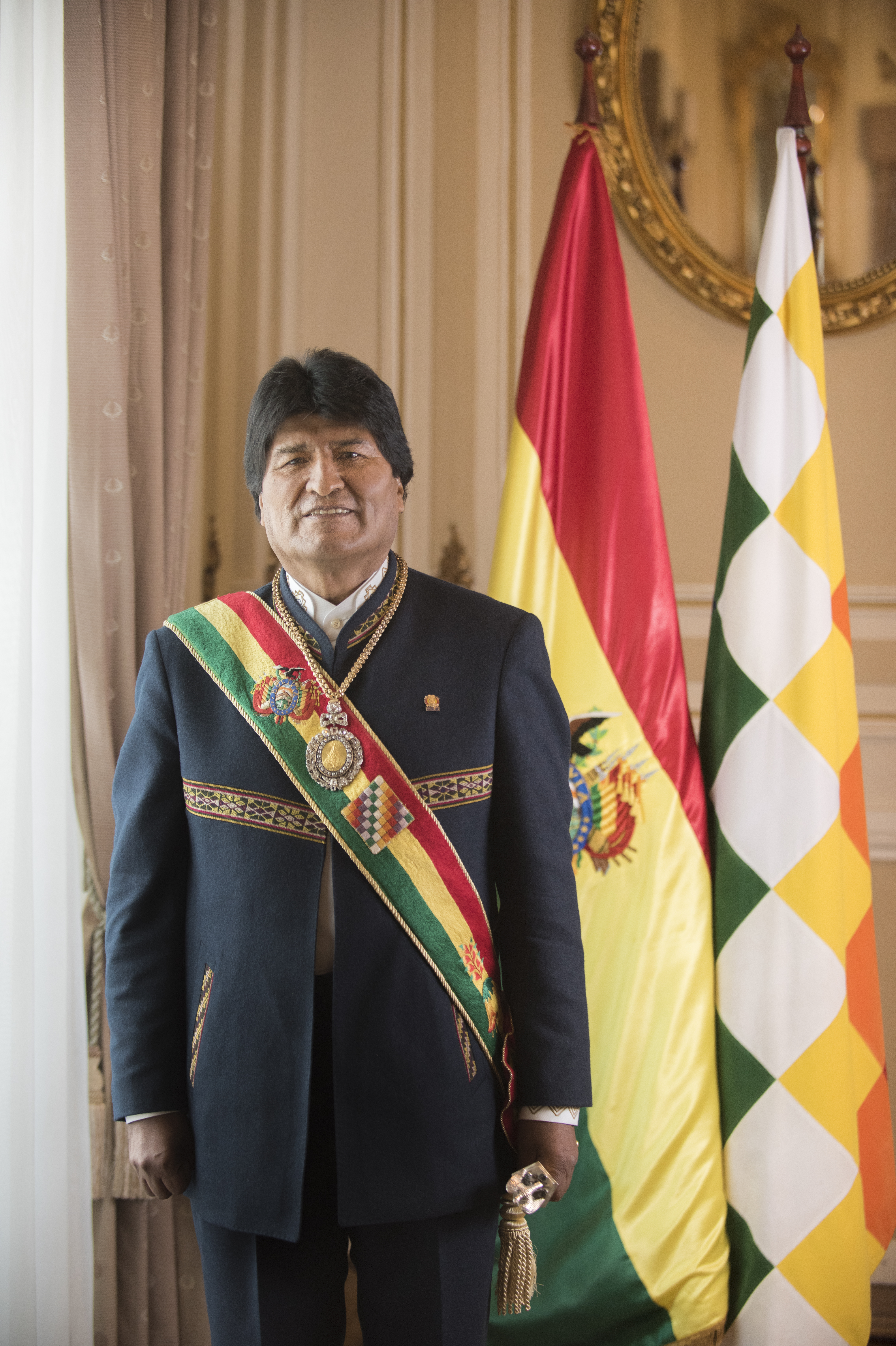
La wiphala fue adoptada como símbolo nacional de Bolivia, durante el gobierno de Evo Morales.

Tras un referéndum constitucional, se aprobó Constitución de 2009, en el cual se reconoce a la wiphala como símbolo nacional de Bolivia. El artículo 28 señala que se trata de un símbolo “sagrado que identifica el sistema comunitario basado en la equidad, la igualdad, la armonía, la solidaridad y la reciprocidad”.

Los símbolos del Estado son la bandera tricolor rojo, amarillo y verde; el himno boliviano; el escudo de armas; la wiphala; la escarapela; la flor de la kantuta y la flor del patujú.
Artículo 6 (II) de la Constitución Política del Estado de Bolivia de 2009

En el año 2017, se modifico la bandera de la Reivindicación Marítima, agregando la Wiphala junto a la Tricolor:

La  Bandera de Reivindicación  Marítima  del Estado Plurinacional de Bolivia,  consta de campo azul mar; en el cuadrante superior  izquierdo  la Bandera Tricolor junto a la Wiphala, con  nueve estrellas pequeñas de  cinco  puntas color dorado alrededor y en el cuadrante inferior derecho una estrella mediana de cinco puntas color dorado.
Art. 4, Ley Nº 920

La bandera de Reivindicación Marítima es también la bandera de la Armada Boliviana; la Whiphala es la bandera de guerra y forma parte del escudo del Ejército de Bolivia.

#### Conflictos en Bolivia (2019)

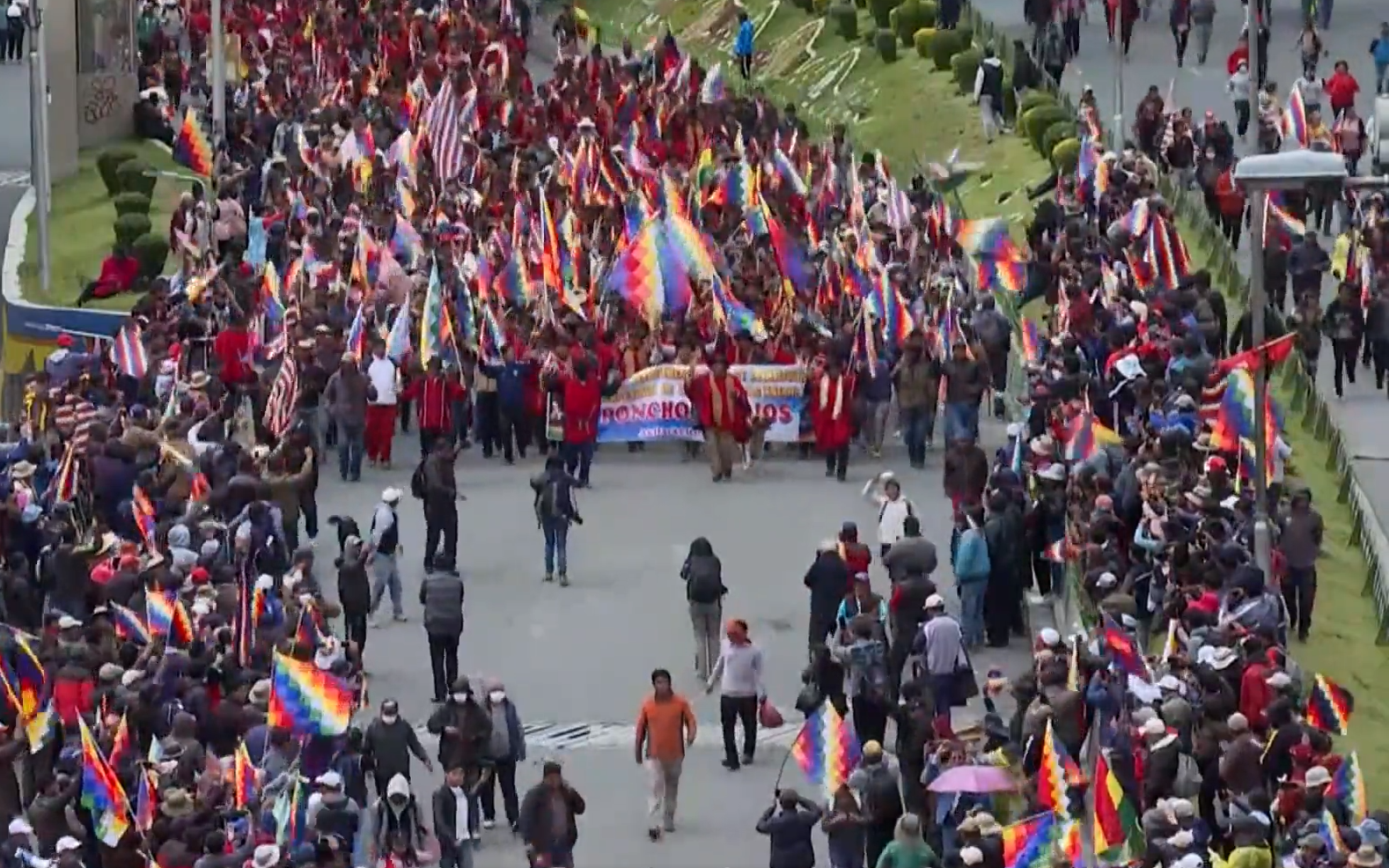
Fotografia de la marcha de indigenas en defensa de la wiphala en la ciudad de La Paz.

Durante el conflicto político que Bolivia vivió entre el 21 de octubre y el 22 de noviembre de 2019, a causa de acusaciones de fraude en las elecciones del 20 de octubre, y la posterior renuncia de Evo Morales; algunos grupos opositores al gobierno del MAS (partido político de Evo Morales), entre ellos uniformados de la policía, quemaron o cortaron whipalas. En respuesta, organizaciones en la ciudad de El Alto, respondieron ondeando el símbolo constitucional al grito de “¡La wiphala se respeta,  carajo!” y “¡ahora sí, guerra civil!”. La crisis se saldó con 30 muertes.
Por tal motivo los comandos departamentales de la Policía en toda Bolivia, realizaron un acto de desagravio a la wiphala, después de las protestas en las que se quemó el símbolo patrio.
"Aquellas naciones que se sintieron ofendidas por el acto de algún policía que sepan que no es el sentir de la institución, que la Policía esta comprometida con su pueblo, con todos sin razón de raza, sexo o idiosincrasia", manifestó el comandante de la Policía en Cochabamba, Jaime Zurita.
Tanto en la ciudad de La Paz como El Alto, se utilizó la wiphala en viviendas, negocios o vehículos como símbolo de protesta o para protegerse de agresiones, en viviendas de la ciudad de El Alto se pintaron en las fachadas el lema "la wiphala se respeta".

### Proporción y dimensiones
Respetando la implicancia del número siete en las proporciones de la Wiphala, la dimensión de cada uno de los cuadrados que lo componen debe estar relacionada al número siete y sus múltiplos.

### Colores
El Decreto Supremo N.º 241 del 5 de agosto de 2009, establece las siguientes tonalidades de colores como oficiales, para la wiphala adoptada por el Estado Boliviano:
| Denominación | Blanco      | Verde           | Azul            | Violeta       | Rojo            | Naranja       | Amarillo      |
| ------------ | ----------- | --------------- | --------------- | ------------- | --------------- | ------------- | ------------- |
| Pantone      | sin código  | 356 - C         | 286 - C         | 266 - C       | 485 - C         | 165 - C       | P - CVU       |
| RGB          | 255-255-255 | 0-121-52        | 0- 50- 160      | 117- 59- 189  | 191-4-17        | 255- 103- 32  | 254-238-0     |
| CMYK         | C0-M0-Y0-K0 | C100-M0-Y57-K53 | C100-M80-Y0-K12 | C71-M88-Y0-K0 | C0-M100-Y100-K0 | C0-M60-Y87-K0 | C0-M0-Y100-K0 |
| HEX          | #ffffff     | #007934         | #0032a0         | #753bbd       | #DA291C         | #ff6720       | #F9E300       |

### Uso en instituciones públicas

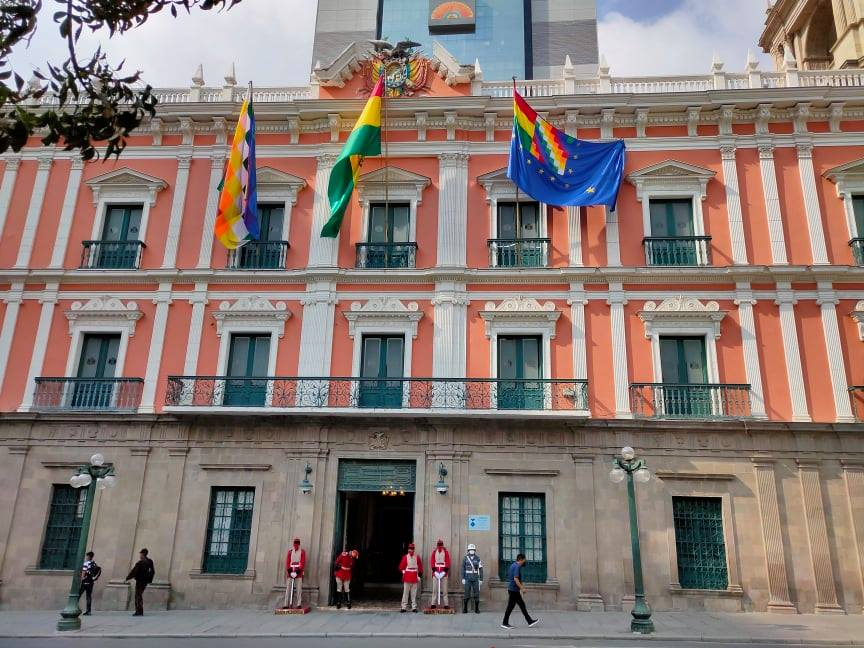
Wiphala, izada al lado izquierdo de la Tricolor boliviana, y la bandera de Reinvindiación Marítima, en Palacio Quemado,

La Wiphala se iza en el lado izquierdo del frontis de los inmuebles de las instituciones públicas de Bolivia. Las dimensiones oficiales de la Wiphala son las siguientes:
1. para flamear: 245 centímetros de alto por 245 de ancho, siendo cada cuadro de 35 centímetros cuadrados.
2. para cada vehículo y escritorio: 24.5 centímetros de alto por 24.5 centímetros de ancho, siendo cada cuadro 3.5 centímetros cuadrados.

### Uso de unidades educativas y centro de formación
En la unidades educativas, universidades públicas y privadas y otros centros de formación la Wiphala se iza en el lado izquierdo del frontis de sus respectivos inmuebles.

### Uso general
1. En las fiestas públicas y conmemoraciones patrióticas,la población civil puede izar la Wiphala ala lado izquierdo de sus inmuebles, siendo extensivo este derecho a los extranjeros que quieran hacerlo.
2. La Wiphala puede ser colocada sobre el féretro de ciudadanos eméritos y distinguidos o que hubieran perdido la vida en servicio al Estado Boliviano, sin tocar tierra.
3. La representación de la Wiphala como insignia puede ser colocada en le lado izquierdo del pecho, esta insignia puede acompañar a la insignia de la Bandera Tricolor.

### Variante

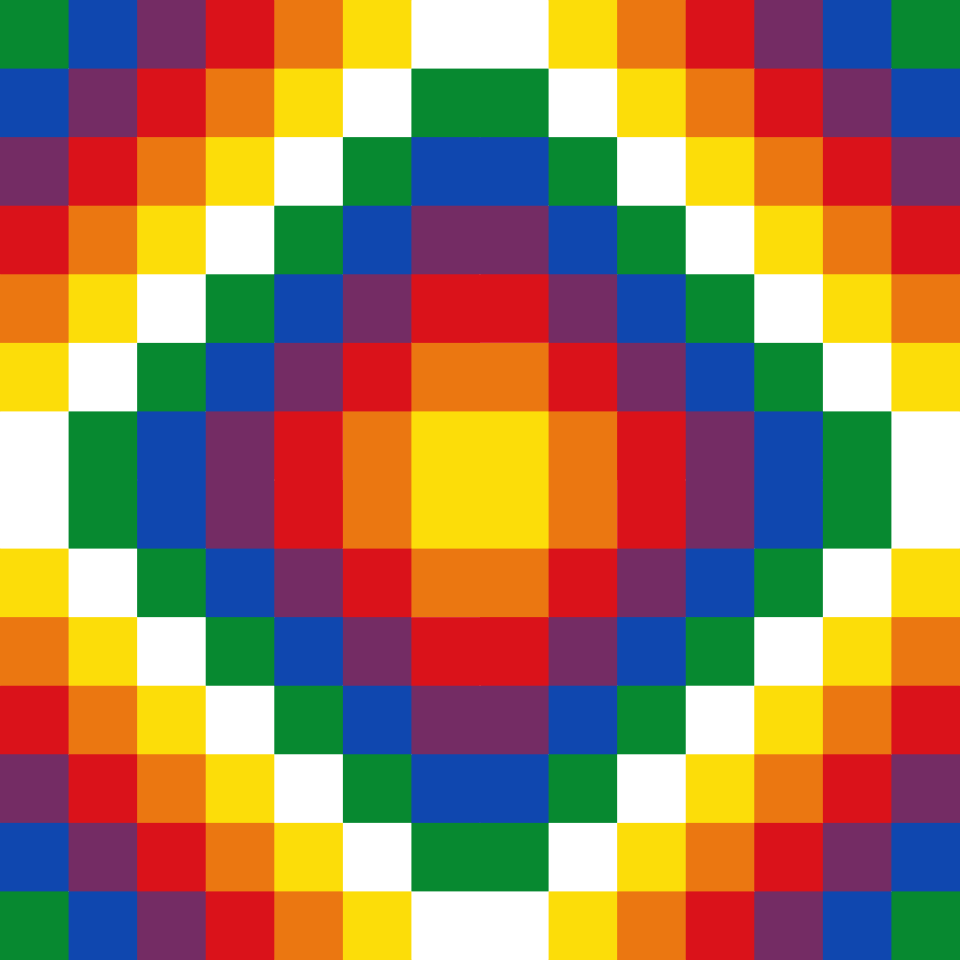
Wiphala con forma de Chakana

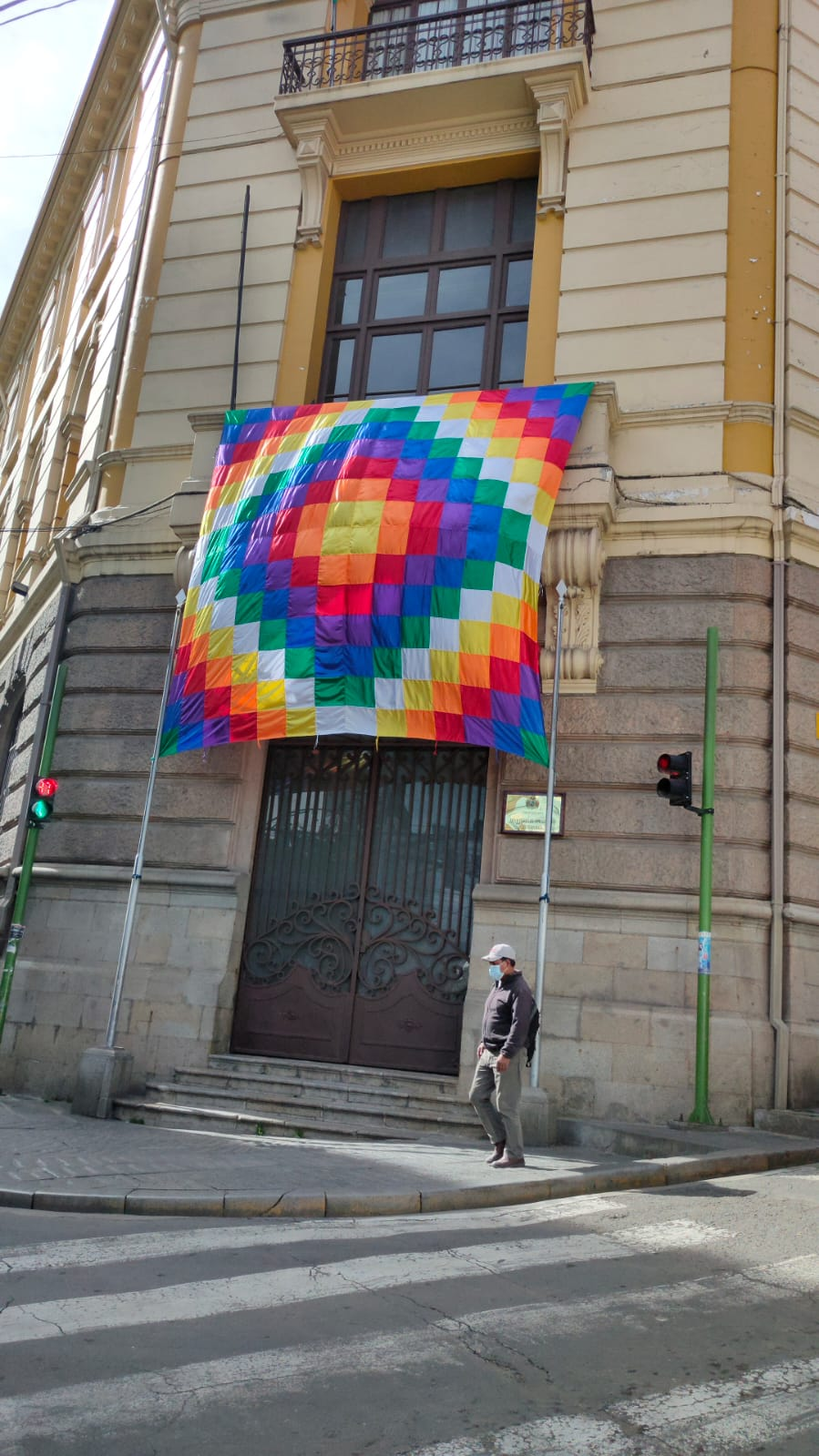
Variante de la Wiphala con forma de Chacana en la Vicepresidencia de Bolivia.

Existe una variante oficial de la wiphala, esta es una unión de cuatro wiphalas cuyas diagonales blancas forman una chacana o cruz andina color blanco que figura en el centro.

### Estandarte de la Wiphala
El estandarte de la Wiphala puede presentarse bajo dos formas:
1. La Wiphala izada desde el ángulo superior de la diagonal blanca formando una cruz con el asta.
2. Unión de cuatro Wiphalas cuyas diagonales blancas forman una chacana o cruz andina color blanco que figura en el centro.[23]

### Simbolismo
Los colores de la Wiphala tiene el siguiente significado:

D. S. Nº 241, del 5 de agosto de 2009

Artículo 28°:
ROJO: representa al planeta tierra, es la expresión de las personas en el desarrollo intelectual, es la filosofía cósmica en el pensamiento y conocimiento de las y los sabios, todo el mundo material visible.
NARANJA: representa la sociedad y la cultura, también expresa la conservación y procreación de la especie humana, considerada como la más preciada riqueza patrimonial, es la salud y la medicina, la formación y la educación, la práctica cultural de la juventud dinámica.
AMARILLO: representa la energía y la fuerza, la reciprocidad y complementariedad, es la expresión de los principios morales del hombre - mujer, son las leyes y normas, la práctica colectivista de solidaridad humana.
BLANCO: representa al tiempo y la dialéctica: la historia cíclica, es el desarrollo de la ciencia y la tecnología, el arte, el trabajo intelectual y manual que genera la reciprocidad y armonía dentro de la estructura comunitaria.
VERDE: representa la economía y la producción, simboliza a las riquezas naturales, la flora y la fauna, los recursos hidrológicos y minerales a la tierra y al territorio.
AZUL: representa al espacio, la energía cósmica, al infinito, al espíritu que anima todo.

VIOLETA: representa a la política y la ideología social y comunitaria, al Estado, como una instancia superior, la estructura de poder, las organizaciones sociales, económicas y culturales y la administración del pueblo y la nación.

### Bandera de guerra

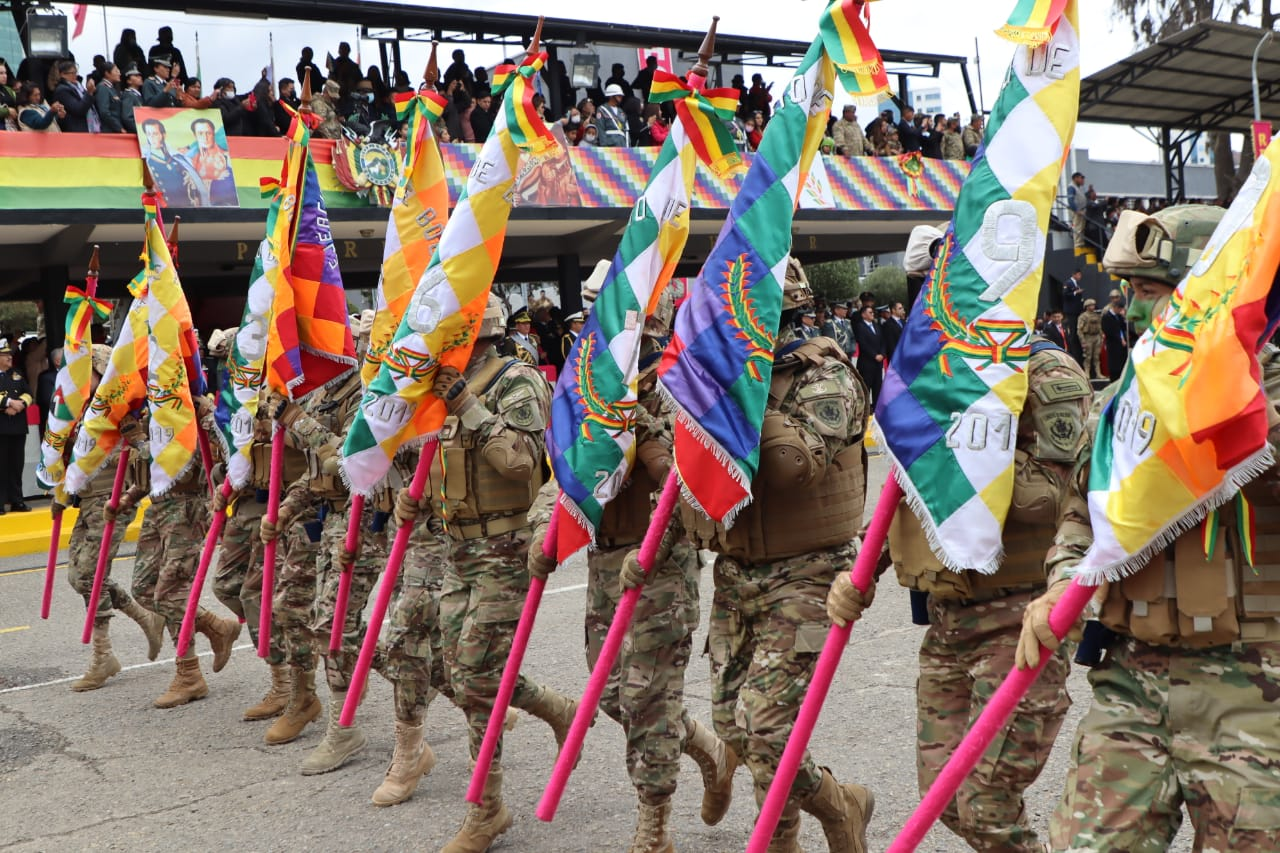
Ejército de Bolivia con Estandartes basados en la Wiphala.

La bandera de guerra es utilizada casos de conflictos bélicos o acciones armadas, por las fuerzas armadas y policía boliviana; desde el 18 de marzo de 2010, se adoptó la wiphala como bandera de guerra.

### Bandera de la reivindicación marítima

Bandera de la Reivindicación Marítima.

La Bandera de la Reivindicación Marítima es una bandera oficial de Bolivia, la cual, contiene en el cuadrante superior izquierdo la bandera tricolor junto a la wiphala.
Esta bandera, es izada y utilizada en actos cívicos y culturales referentes al tema marítimo boliviano, utilizada en el mes de marzo de cada año, en oficinas de todos los órganos del Estado, Fuerzas Armadas, Policía Boliviana, entidades públicas y descentralizadas. Es a su vez, el pabellón naval y pabellón de guerra de la Fuerza Naval de Bolivia.

## Uso en Chile

### Casa de La Moneda
Desde la ascensión de Gabriel Boric a la presidencia de Chile, la Wiphala empezó a ser izada en el Palacio de La Moneda, junto con otras banderas indígenas como la bandera Mapuche, la bandera Quechua, y la bandera de Rapa Nui.[cita requerida]

### Comuna de Alto Hospicio
El 3 de octubre de 2017, la comuna de Alto Hospicio se declarara como una comuna multicultural; decretándose denominarse oficialmente como “Comuna Multicultural de Alto Hospicio”, por ende, el consejo municipal de la comuna, determinó por unanimidad el reconocimiento de la Wiphala como símbolo de la comuna, la cual debe ser izada junto a la bandera chilena y bandera comunal; asimismo se determinó la creación de la oficina de asuntos indígenas.

## Uso en Perú

### Gobierno Regional de Puno
La Whiphala fue utilizada como emblema de la gestión de Walter Aduviri Calizaya (2019-2020), como Gobernador Regional de Puno.
El 14 de agosto de 2019, la wiphala fue izada en vez de la bandera del Perú, en la infraestructura del Gobierno Regional de Puno.
El 15 de junio de 2022, la whipala fue declarada como símbolo de los pueblos originarios quechuas, aymaras, uros y mestizos en la región de Puno.

## Uso en Argentina
La Constitución Nacional Argentina en su reforma de 1994, reconoce a los pueblos indígenas argentinos (artículo 75, inciso 17) y les garantiza su identidad; este marco jurídico avala que por propia decisión y sin que medie necesariamente ningún reconocimiento oficial, adopten las banderas que libremente determinen.
En consecuencia, la wiphala es usada en Argentina, con la condición de que se reconozca la preeminencia de la bandera nacional argentina y de las provinciales.

### Provincia de Catamarca
El 17 de agosto de 2016, la Cámara de Diputados de la provincia de Catamarca declaró la institucionalización de la wiphala en las escuelas de dicha provincia argentina.

### Provincia del Chaco
El 20 de abril de 2011, la Cámara de Diputados de la provincia del Chaco, promulga una ley autorizando a las distintas etnias chaqueñas a su adopción, hasta tanto un Congreso Indigenista Argentino, defina una bandera propia.

Ley 6.781 del 20 de abril de 2011 (Cámara de Diputados del Chaco)

Art. 1°: Reconocese a la Bandera Indigena Wiphala, como emblema de los pueblos originarios de América.
Art. 2°: Determinase que la bandera reconocida en el articulo 1º de la presente, podra ser adoptada por las etnias del territorio de la Provincia de Chaco, hasta tanto un congreso indigenista defina una Bandera Indigena Argentina, que represente a las comunidades aborigenes que habitan el suelo argentino.

En 2016, se dispuso que todas las instituciones educativas incorporen dentro de sus banderas de ceremonias a la "Wiphala" como parte de los símbolos de la provincia y para los actos oficiales del Poder Ejecutivo, como así también para las sesiones y actos oficiales que se efectúen en el Poder Legislativo y Judicial.

### Provincia de Jujuy
En la provincia de Jujuy se estableció que cada 19 de abril "Día del Aborigen Americano", 21 de junio "Inti Raymi" (Fiesta del Sol), durante el mes de agosto, en homenaje a la Pachamama, Madre Tierra, y el 12 de octubre "Día de la Diversidad Cultural", sea izada la wiphala a la izquierda de la bandera nacional de Argentina y de la bandera de la Libertad Civil de Jujuy.

Artículo 1°: Disponer en la Provincia de Jujuy, a partir de la promulgación de la presente ley, se use y enarbole el símbolo de los Pueblos Originarios, Wiphala, junto con la Bandera Nacional y la Bandera de la Libertad Civil, en los edificios públicos, como así también en la legislatura de la Provincia de Jujuy, los días: 19 de Abril "Día del Aborigen Americano', 21 de Junio "Inti Raymi" (Fiesta del Sol), durante el mes de Agosto, en homenaje a la Pachamama, Madre Tierra, y el 12 de Octubre "Día de la Diversidad Cultural".

Artículo 4°.-EI símbolo de la Wiphala no será materialmente mayor que la Bandera Nacional y la Bandera de la Libertad Civil que se use en forma conjunta, ubicándose en posición inmediata inferior a ésta, o en paralelo a su izquierda. En el ceremonial debe observarse precedencia en favor de la Bandera Nacional y de la Bandera de la Libertad Civil.

### Provincia de Tucumán
El 18 de mayo de 2017, la Legislatura provincial de Tucumán modifica el art. 7° de la ley 8291, declarando a la Wiphala como una de las tres banderas de ceremonia de la provincia, junto a la bandera nacional de Argentina, la bandera nacional de la Libertad Civil y la bandera provincial de Tucumán.

### Ciudad de Salta
El 11 de julio de 2014, a través de la Resolución n.º 278, se estableció que la wiphala debe ser izada cada 9 de agosto en el mástil del Concejo Deliberante de la ciudad de Salta, en conmemoración del Día Internacional de los Pueblos Originarios, junto a la bandera nacional de Argentina y la bandera provincial de Salta.

### Ciudad de Rosario
Entre el 25 de noviembre al 2 de diciembre de 2019, fue izada la wiphala en el Monumento a la Bandera, por decisión del Concejo Deliberante de ciudad de Rosario, como símbolo de solidaridad a los indígenas bolivianos, por la represión del gobierno de Jeanine Añez en Bolivia.

## Contraparte Boliviana

La bandera de la flor de patujú, la cual representa a la cultura del oriente boliviano, ha sido usada y adoptada oficialmente por los departamentos del Beni y Santa Cruz.Constituída también en La Paz, pero solo usada en la provincia Iturralde ; en el Tipnis de Cochabamba y por algunos grupos guaraníes del chaco.

La bandera de la flor de patujú es un emblema significativo para los pueblos indígenas de las tierras bajas de Bolivia. Creada el 2009 a madera de contraparte o alternativa a la wiphala en el departamento del Beni.
La bandera cuenta con una variante en donde se le incluye, a todas sus esquinas, una franja verde. Esta variante representa a los indígenas de las tierras bajas que habitan en La Paz.

### Simbología
El color blanco simboliza la sabiduría amazónica, mientras que la flor de patujú representa a la geografía del sector oriental boliviano, que comprende la región de los llanos orientales ubicados entre los 200-400 m.s.n.m.
Debido a esto, la bandera de la flor de patujú no solo es exclusiva para la población indígena.

### Cultura de la flor de Patujú
La cultura del oriente boliviano, en general, es o se considera de origen mestiza: camba (incluye a los grupos indígenas de la región), chapaca, chaqueña y guaraní (algunos grupos que habitan en Tarija y Chuquisaca).

### Reconocimientos del Estado
Desde su creación, la bandera de la flor de patujú ha sido adoptada como símbolo departamental (al nivel de la bandera departamental) en Santa Cruz (2013) y Beni (2014). Además, se utiliza en actos oficiales del gobierno boliviano desde 2019. Aunque no es un símbolo nacional oficial, la flor de patujú (no la bandera) tiene reconocimiento estatal a través de la Constitución de 2009 y un Decreto Supremo.

## Banderas conformadas por la Wiphala

Bandera del Etnocacerismo
Bandera del FUDARP
Bandera de la Reivindicación Marítima y de la Armada Boliviana
Bandera del Ejercito de Bolivia
Bandera de las Rondas campesinas

## Escudos conformados por la Wiphala
El escudo del ejército de Bolivia incluye en su diseño a la wiphala desde 2010.

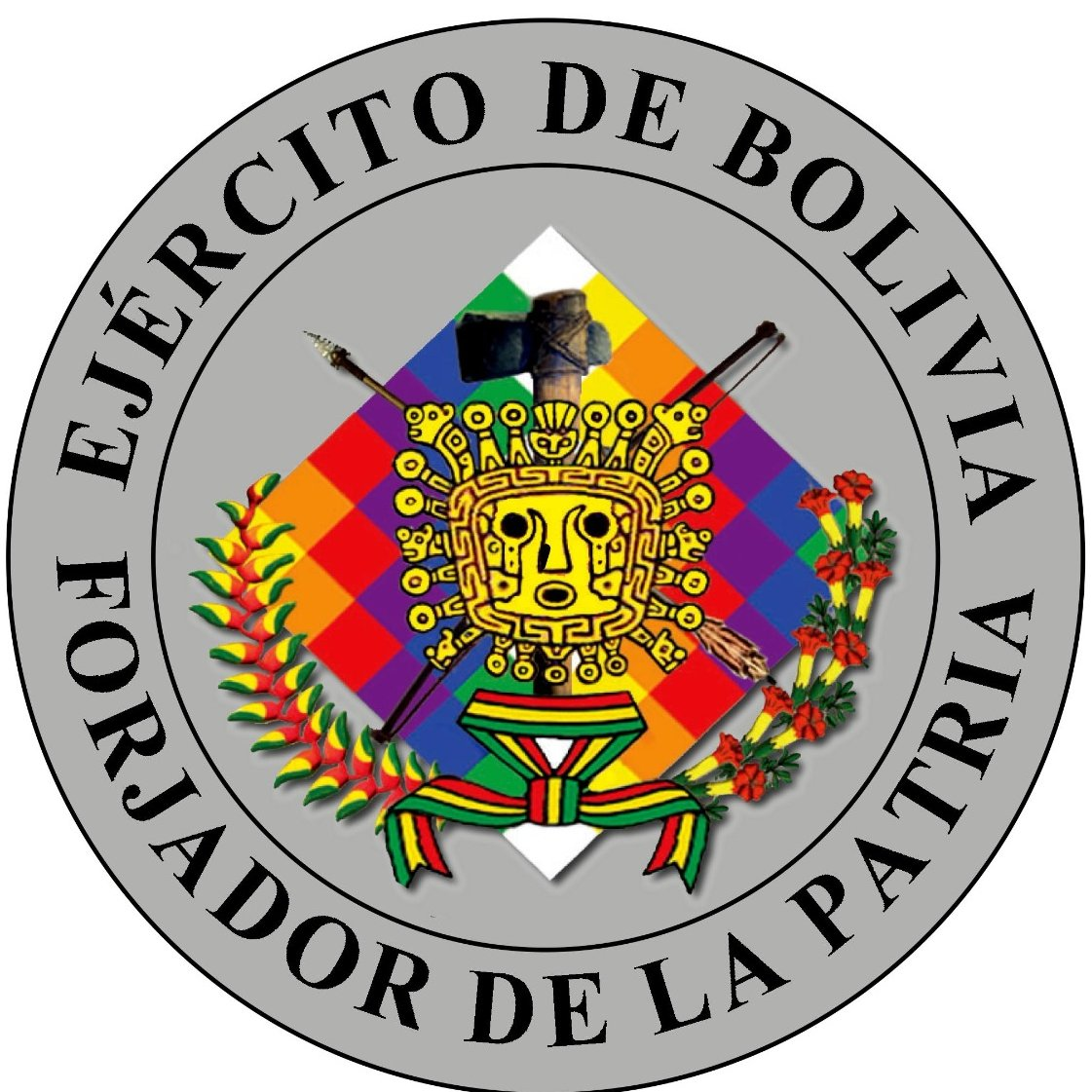
Escudo del Ejercito de Bolivia

## Confusión con el Estandarte Imperial Inca

Estandarte imperial incaico

Usualmente suele atribuirse la wiphala como bandera del Imperio Inca, lo cual es incorrecto, lo más cercano a una bandera, utilizada en el Imperio Inca, es el estandarte imperial incaico, el cual es un estandarte o tocapu utilizado por el soberano inca durante el periodo imperial incaico. Vale señalar que dicho emblema no tiene un uso idéntico al de las banderas nacionales contemporáneas pues representaba el poder imperial y la figura del Inca o emperador.
Las crónicas y referencias de los siglos XVI y XVII respaldan la idea de un estandarte imperial:
Francisco de Jerez escribió en 1534 en su crónica Verdadera relación de la conquista del Peru y provincia de Cusco, llamada la Nueva Castilla:

... todos venían repartidos en sus escuadras con sus banderas y capitanes que los mandan, con tanto concierto como turcos.

El cronista Bernabé Cobo escribió:

... el guión o estandarte real era una banderilla cuadrada y pequeña, de diez o doce palmos de ruedo, hecha de lienzo de algodón o de lana, iba puesta en el remate de una asta larga, tendida y tiesa, sin que ondease al aire, y en ella pintaba cada rey sus armas y divisas, porque cada uno las escogía diferentes, aunque las generales de los Incas eran el arco celeste y dos culebras tendidas a lo largo paralelas con la borda que le servía de corona, a las cuales solía añadir por divisa y blasón cada rey las que le parecía, como un león, un águila y otras figuras.
Bernabé Cobo, Historia del Nuevo Mundo (1653)

El libro 1615 de Felipe Guamán Poma de Ayala, Primer nueva corónica y buen gobierno, muestra numerosos dibujos lineales de banderas incas. En su libro de 1847, Historia de la conquista del Perú, William H. Prescott dice que "en el ejército inca cada compañía tenía su estandarte particular y que el estandarte imperial, sobre todo, mostraba el reluciente figura del arcoíris, la insignia heráldica de los Incas". En la edición de 1917 de Flags of the World se dice que entre los incas "el heredero aparente... tenía derecho a exhibir el estandarte real del arco iris en sus campañas militares".

### Bandera carmesí de Tupac Amaru I y II

Bandera carmesí de Tupac Amaru I y II

Tupac Amaru I el cuarto y último Inca de Vilcabamba utilizaba una bandera color carmesí en la puerta de su vivienda.

Tupa Amaro tenía puestas dos
banderas de tafetan carmesí en la puerta de la vivienda que ocupaba [..]
Huerto Vizcarra Héctor

Durante la revolución de 1780 de Tupac Amaru II, también se utilizó la bandera carmesí, que incluía en su interior dos culebras de las cuales salía de sus bocas un arcoíris, heráldica similar a los estandartes incas prehispánicos.

## Confusión con la Bandera de la ciudad de Cusco (Perú)

Bandera actual de la ciudad del Cuzco(Perú).

La wiphala suele ser confundida con una bandera de siete franjas horizontales con los colores del arcoíris, usada como emblema oficial de la ciudad del Cusco (Perú), y mal asociada al imperio inca. Sin embargo, debe observarse que mientras la wiphala es un emblema relacionado con los pueblos de origen aimara, los incas tuvieron su origen en las etnias quechuas.
Incluso, se ha determinado que esta supuesta "bandera de los incas" no tiene un sustento histórico, pues su aparición es reciente. Así, se sabe que en 1973, el ingeniero Raúl Montesinos Espejo, al conmemorar el vigésimo quinto aniversario de su radioemisora "radio Tahuantinsuyo" que operaba en la ciudad del Cusco, utilizó esta bandera con los colores del arcoíris. Su uso se extendió tanto en dicha ciudad que en 1978, Gilberto Muñiz Caparó ―alcalde de municipalidad provincial del Cusco― declaró esa bandera como emblema de la ciudad.
La historiografía peruana ha sido enfática en precisar que en el imperio inca no existió el concepto de bandera, y porque tanto este nunca tuvo una. Así lo ha afirmado la historiadora e investigadora del Tahuantinsuyo ―el Imperio inca―, María Rostworowski (1915-2016), quien al ser consultada sobre esta enseña multicolor señaló:

Le doy mi vida, los incas no tuvieron esa bandera. Esa bandera no existió, ningún cronista hace referencia a ella. [...] Separemos las cosas verídicas de las tonterías. Es momento de hacer un deslinde y rectificar, porque está tomando cuerpo una cosa que no es histórica. Y la Historia hay que defenderla.
María Rostworowski

En 2011, el Congreso de la República del Perú ―citando a la Academia Nacional de la Historia del Perú― se pronunció contra esta bandera del Tahuantinsuyo:

El uso oficial de la mal llamada «bandera del Tahuantinsuyo» es equívoco e indebido. En el mundo prehispánico andino no se vivió el concepto de bandera, que no corresponde a su contexto histórico.
Academia Nacional de la Historia del Perú

## En las costumbres andinas actuales

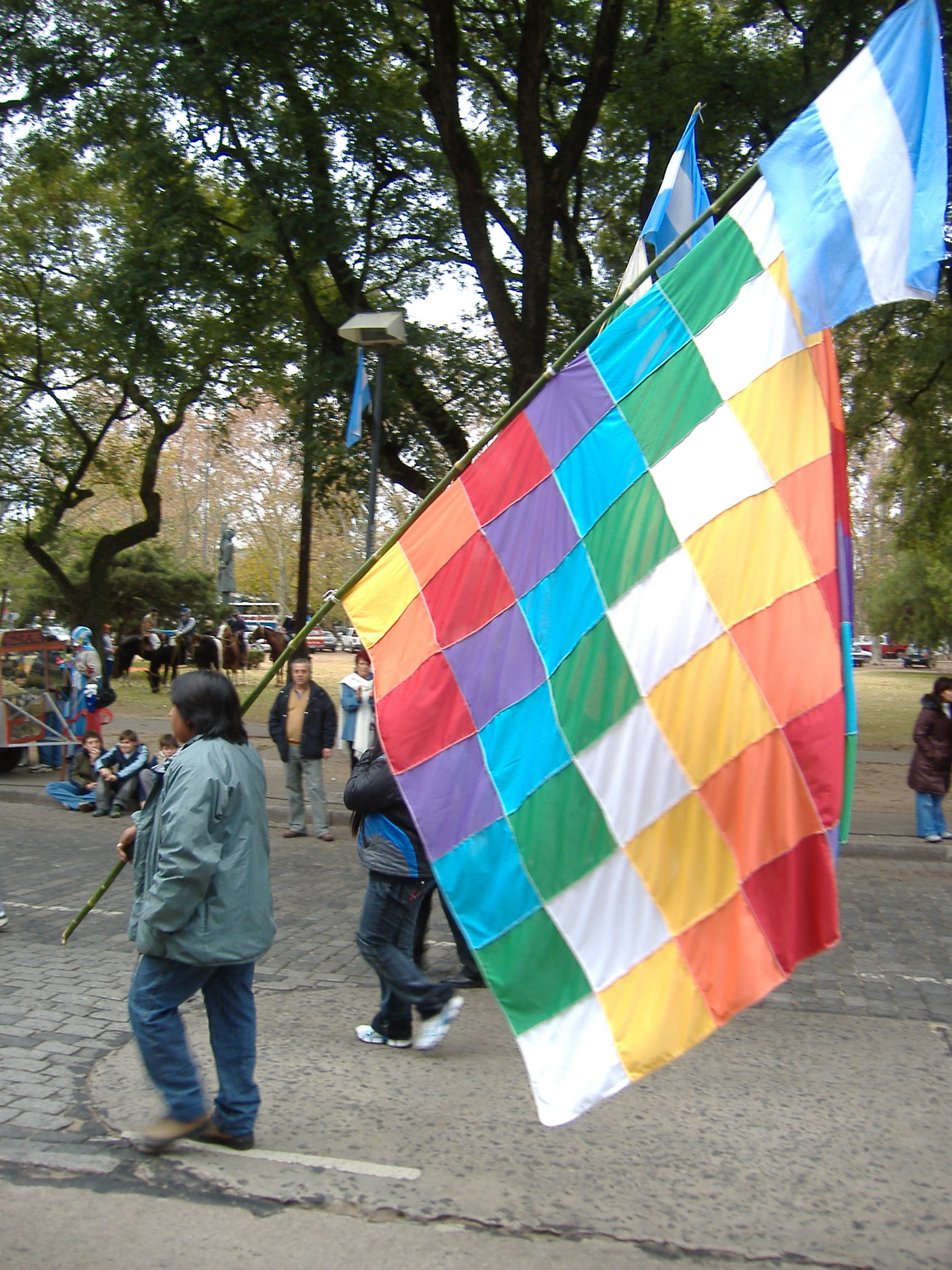
Una persona portando la wiphala y la bandera argentina en una manifestación.

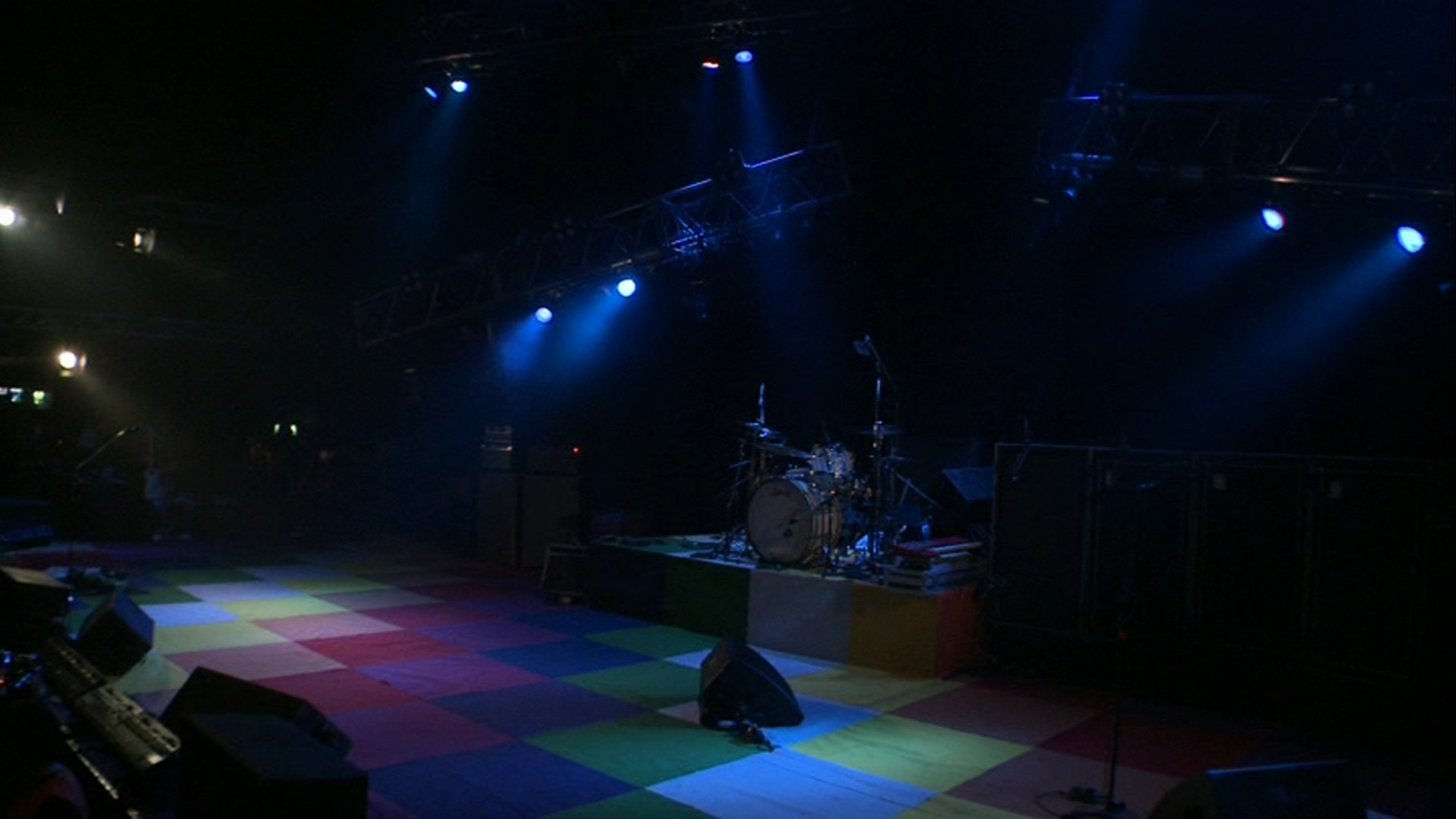
Recital de la banda de rock argentina Divididos y la bandera como homenaje.

De acuerdo a las costumbres y tradiciones andinas, la wiphala siempre está izada en todos los acontecimientos sociales y culturales, por ejemplo, en los encuentros de comunarios del Aillu, en los matrimonios de la comunidad, cuando nace un niño en la comunidad, cuando se realiza el corte de cabello de un niño (bautismo andino), en los entierros, etc.
La wiphala también flamea en las fiestas solemnes, en los actos ceremoniales de la comunidad, en los actos cívicos del marka (‘pueblo’) en los juegos de wallunk’a (‘columpio’), en los juegos de competencia atipasina (‘ganarse’), las fechas históricas, en los k'illpa (días ceremoniales del ganado), en la transmisión de mando de las autoridades en cada período.
También se utiliza en las danzas y bailes, como en la fiesta del Anata o Pujllay (‘juego’): en los trabajos agrícolas con o sin yuntas, a través del ayni, la mink'a, el chuqu y la mit'a. Incluso se iza al concluir una obra, una construcción de una vivienda y en todo trabajo comunitario del ayllu y marka.

## Controversias y discusión de su origen
La wiphala, a pesar de su reconocimiento como símbolo patrio de Bolivia en la Constitución de 2009 , ha sido objeto de intensos debates y controversias en el país, principalmente en torno a su origen, su representación y su asociación con movimientos políticos. 
El origen de la wiphala ha generado discusión entre historiadores e investigadores. Aunque algunos señalan la existencia de patrones de cuadrados de colores similares en textiles y cerámicas de la cultura Tiwanakota, otros expertos debaten si este símbolo, en su forma actual como bandera, existía en la época prehispánica. Historiadoras como María Rostworowski han argumentado que los incas no tuvieron esta bandera y que ningún cronista hizo referencia a ella declarando incluso que: "Les doy mi vida, los incas no tuvieron esa bandera. Esa bandera no existió, ningún cronista hace referencia a ella". La postura de otros expertos es que la wiphala es una "tradición inventada" o una reconstrucción moderna de los años 70 y 80 en su propio marco ideológico.
A pesar de su carácter oficial en Bolivia, la wiphala no es un símbolo con el que se identifique toda la población boliviana. Su uso y significado han generado una profunda polarización, especialmente durante la crisis política de 2019. En este contexto, la wiphala se convirtió en un emblema de división, con partidarios que la defendían como símbolo de la identidad indígena, mientras que detractores la asociaban con un partido político específico.
Esta asociación, en particular con el partido Movimiento al Socialismo (MAS), ha llevado a que algunos grupos la consideren un símbolo partidista en lugar de un símbolo nacional. Como consecuencia, opositores a la bandera han rechazado la wiphala públicamente, calificándola incluso como un "símbolo de odio", lo cual a su vez, generó quejas del poder central y partidarios del MAS.